# Blanco (Nuevo México)
Blanco es un lugar designado por el censo ubicado en el condado de San Juan en el estado estadounidense de Nuevo México. En el Censo de 2010 tenía una población de 388 habitantes y una densidad poblacional de 41,13 personas por km².

## Geografía
Blanco se encuentra ubicado en las coordenadas 36°44′10″N 107°48′51″O / 36.73611, -107.81417. Según la Oficina del Censo de los Estados Unidos, Blanco tiene una superficie total de 9.43 km², de la cual 8.96 km² corresponden a tierra firme y (5.02%) 0.47 km² es agua.

## Demografía
Según el censo de 2010, había 388 personas residiendo en Blanco. La densidad de población era de 41,13 hab./km². De los 388 habitantes, Blanco estaba compuesto por el 63.92% blancos, el 0% eran afroamericanos, el 4.9% eran amerindios, el 0.26% eran asiáticos, el 0% eran isleños del Pacífico, el 26.8% eran de otras razas y el 4.12% pertenecían a dos o más razas. Del total de la población el 59.02% eran hispanos o latinos de cualquier raza.